# Ca n'Aimeric (Cabrera de Mar)
Ca n'Aimeric és un edifici de Cabrera de Mar (Maresme) protegit com a Bé Cultural d'Interès Local.

## Descripció
Es tracta d'una masia amb teulada a triple vessant. Els angles de la casa són reforçats amb carreus de pedra granítica. A la façana principal té tres cossos i a l'entrada l'escala del pis. A la part posterior només hi ha dos cossos, un fins a la meitat i al costat l'altre, posat perpendicular. Façana amb el portal rodó dovellat, de 13 dovelles i cinc esglaons d'accés. Finestra principal gòtica, de tipus conopial, amb una petita comporta o capitell decorat. L'altra finestra, a l'esquerra, és del segle xvii.

## Història
La masia és de treballs agrícoles de poc rendiment, situada a Agell de Dalt. Els voltants de la casa estan rodejats de petits coberts i corrals per al bestiar petit i poc nombrós.